# しんよこフットボールパーク
しんよこフットボールパークは、横浜市港北区にある人工芝のサッカー専用グラウンドである。
2004年8月、横浜国際総合競技場（日産スタジアム）に隣接した新横浜公園駐車場にオープンされ、グラウンドは最新の人工芝フィールドターフ（ロングパイルタイプ　芝生のサイズが天然芝とほぼ同じであり、またゴムチップなどを地面に置いているもの。東京ドームと同じ）が採用されている。同地では主としてフットサルの試合や地元の横浜FCの練習などに使用されている。また地域リーグレベルの大会にも使用されている。

## サイズ
- フルサイズ1面（105m×68mのFIFA国際試合基準）
- 練習やフットサルの試合などに使う時はハーフサイズ（2面）、フットサルサイズ（最大6面）をとることが出来る。
- 周辺施設　ナイター設備、クラブハウス=更衣室、トイレ、シャワールーム